# Antiguo Palacio de Justicia del Condado de Indiana
El Antiguo Palacio de Justicia del Condado de Indiana es un antiguo palacio de justicia ubicado en el borough de Indiana, en el estado de Pensilvania (Estados Unidos). El palacio de justicia fue construido entre 1869 y 1870 y diseñado por el arquitecto local James W. Drum. Fue el segundo palacio de justicia en servir al condado, y el primero fue demolido en 1868. El costo final del proyecto fue de 150 000 dólares. Una ceremonia de dedicación tuvo lugar el 19 de diciembre de 1870. El ex gobernador de Pensilvania William F. Johnston habló en la ceremonia.

## Descripción e historia
La arquitectura, realizada en el estilo italiano del Segundo Imperio, es principalmente de ladrillo rojo y piedra. El techo fue diseñado en estilo mansarda. El palacio de justicia cuenta con una torre de reloj con cúpula de pan de oro con cuatro caras. La sala del tribunal principal, ubicada en el segundo piso, medía 30,5 m por 25 m, con un techo de 9,1 m de altura.
El gran reloj de la cúpula era el más grande del condado en ese momento. Fue fabricado por Howard Clock Company de Boston y Springfield (Ohio). Las cuatro caras eran cada una de 2,1 m de diámetro. El reloj requería darle cuerda una vez a la semana, un proceso de 15 minutos. Hoy en día, el reloj funciona con un nuevo estilo digital, que hace girar las manecillas de las esferas del reloj.
En 1879 se construyó una cárcel y una residencia del alguacil al lado, con un puente que la conectaba con el palacio de justicia para transportar a los prisioneros. Al menos seis personas fueron ahorcadas en la cárcel de la corte, entre 1882 y 1913.

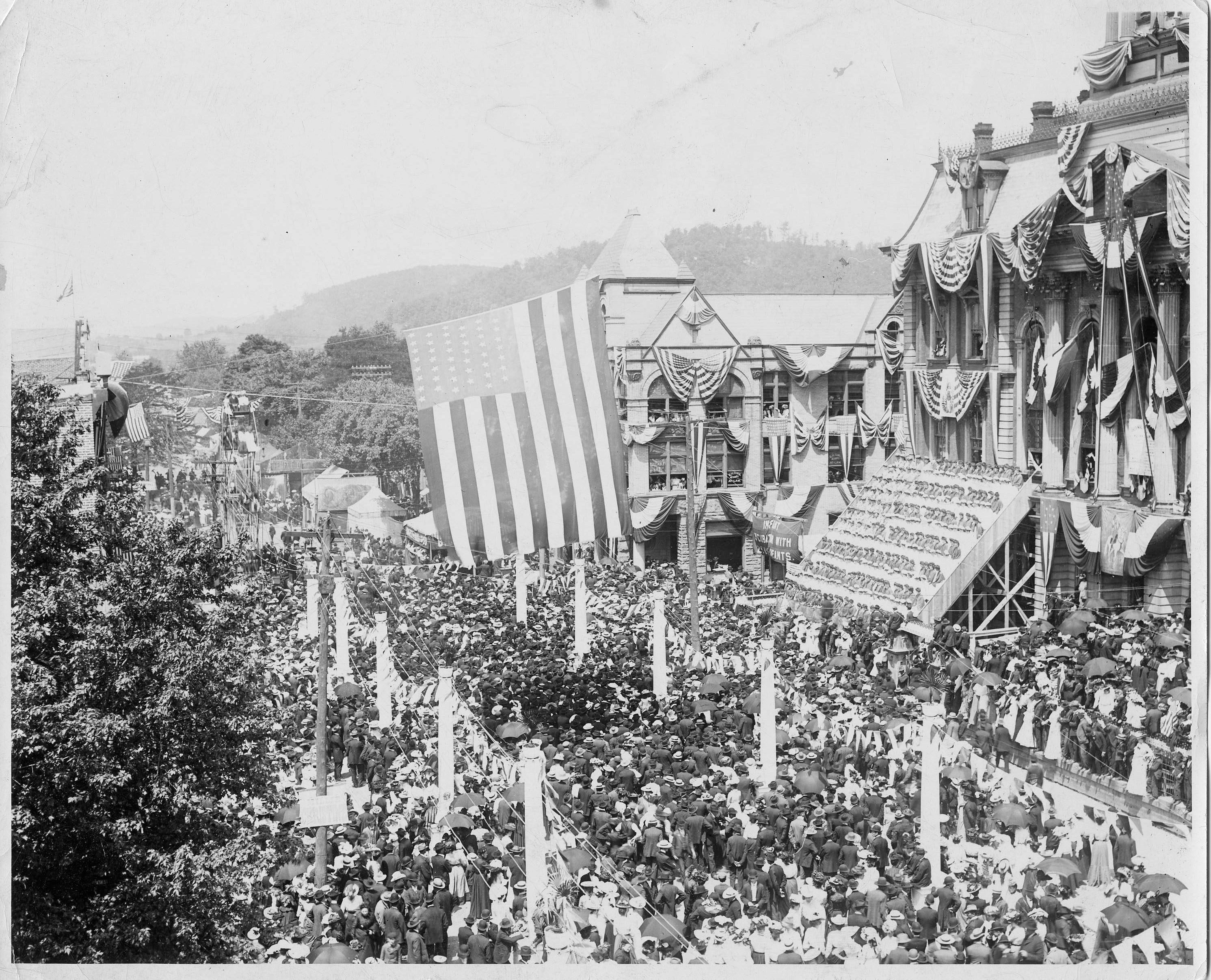
Celebración del centenario del condado de 1903 en el palacio de justicia

El 24 de septiembre de 1945, en la portada de la revista Life apareció una foto de Jimmy Stewart, nativo de Indiana, frente al palacio de justicia. John F. Kennedy pronunció un discurso frente al palacio de justicia el 15 de octubre de 1960 mientras hacía campaña durante las elecciones presidenciales. En las vigas sobre la sala del tribunal, hay un "JFK" pintado. Se desconoce si esto fue del propio JFK.
El palacio de justicia celebró su última sesión el 11 de noviembre de 1970. Después de ser reemplazado por el edificio más nuevo, el ahora "viejo" Palacio de Justicia cayó en desuso y se programó su demolición. Los comisionados del condado ofrecieron un contrato de arrendamiento de restauración a las partes interesadas. El 3 de enero de 1972, los comisionados aprobaron un convenio con el Banco Nacional del Commonwealth, que planeaba renovar el edificio para uso administrativo. Se requirió que NBOC gastara 100 000 dólares en restauración durante el período inicial de arrendamiento de tres años para ser elegible para una extensión de 47 años. El banco acordó pagar un total de 12 000 dólares en impuestos y alquiler por el uso del palacio de justicia, incluida la cárcel de al lado cuando fue desocupada.
Hoy, todo el campanario está sostenido por andamios instalados en la sala principal del patio del edificio, debido a la antigüedad de los soportes del edificio. Los visitantes no ven muy a menudo esta zona.
El palacio de justicia fue incluido en el Registro Nacional de Lugares Históricos el 29 de octubre de 1974. Actualmente, el edificio sirve como oficinas administrativas para First Commonwealth Financial.
El palacio de justicia se presenta en el Miniature Railroad & Village en el Carnegie Science Center en Pittsburgh.